# Robert Tournières
Robert Le Vrac de Tournières, né le 17 juin 1667 à Ifs et mort le 18 mai 1752 à Caen, est un peintre français.

## Biographie
Son père, graveur de son état, avait épousé une veuve, la mère de François Lemoyne, dont il sera le premier maitre. Après avoir achevé ses études classiques, il entra dans l’atelier d’un de ses parents, peintre médiocre, qu’il eut bientôt surpassé.
Élève de Lucas Delahaye, puis de Bon Boullogne et de Hyacinthe Rigaud, Tournières est reçu deux fois à l’Académie royale de peinture, en 1702, comme peintre de portraits avec les portraits des peintres Pierre Mosnier et Michel Corneille, et le 24 octobre 1716, comme peintre d’histoire avec l’Invention du dessin (1716), montrant « Dibutade peignant sur le mur l’ombre de son amant dans l’éclairage d’une bougie », qui le fit surnommer « le Schalken de la France ».
Avec un réel talent de physionomiste et de peintre, Tournières a joui de son vivant d’une très grande réputation. Fort recherché de son temps, il fut le portraitiste du Régent, de chanceliers, de beaucoup de personnalités politiques et a laissé plus de deux cents portraits conservés pour la plupart dans des collections particulières. Ses nombreux portraits représentant des personnages de diverses classes : ministres, magistrats, dames de la cour, artistes, marchands. Avec un coloris délicat, une convenance parfaite dans la pose et l’ajustement, une certaine élégance dans les draperies, il est un artiste plus soigneux que puissant et, sans pouvoir être compté au rang des premiers portraitistes, il y tient une place honorable. Il a donné à la formule française du portrait une vérité et une vigueur particulières et son œuvre de « genre » est l’une des plus significatives de l’influence hollandaise sur l’art français.
Le caractère hétérogène de son œuvre est typique d’un artiste de la période transitoire de la Régence : la légèreté de sa palette préfigure le style rococo, tandis que les éléments hollandais donnent à son travail un caractère nouveau et plus intime, qui contribue à renouveler l’école du portrait de Rigaud qui avait apporté une pompe un peu superficielle dans l’art français. Il exécute de grandes peintures, dont le souvenir et la trace sont perdus, et des petites dans lesquelles il se distingue, influencées par Godfried Schalken et Gérard Dou qu’il avait spécialement étudiés. Il a vu dans les tableaux hollandais des décors et des éclairages particuliers, et s’est imprégné de leur atmosphère réaliste, de la simplicité sérieuse de leurs portraits pour retenir le modelé des visages, l’expression profonde et discrète de vie intérieure et les restituer sur ses toiles.
Parmi ses toiles les plus remarquables, on cite un portrait de Maupertuis, gravé par Daullé ; une autre de Pécour, gravé par Chéreau ; celui de l’académicien Mosnier, à l’École des beaux-arts ; celui de Michel Corneille, à Versailles. D’autres de ses œuvres du même peintre appartiennent aux fonds des musées d’Orléans, de Rennes, au musée et à la bibliothèque de Caen, au musée de Nantes, etc.
Promu adjoint à professeur le 28 septembre 1725, il est promu professeur auxiliaire en 1737. Il a exposé aux Salons de peinture de 1704, de 1737, de 1741 à 1743 et de 1745 à 1748. Mais à la suite d’une contestation avec ses confrères, il s’est abstenu d’assister aux séances de l’Académie. En 1750, il s’est retiré à Caen et a cessé de travailler.
Ses principaux élèves ont été Huliot fils, peintre de fleurs, Romagnesi et Lemoyne. Sarrabat et Daulle ont gravé chacun un portrait peint par Tournières.

## Collections publiques
- Allégorie de l’automne, musée des beaux-arts de Rouen.
- Allégorie de l’été, musée des beaux-arts de Rouen.
- Colbert de Torcy (1665-1746), château de Versailles.
- Dibutade dessinant à la lueur d’une lampe le portrait de son amant ou L'Invention du dessin, École nationale supérieure des beaux-arts, Paris.
- Famille dans un paysage, musée des beaux-arts de Nantes.
- Le Déjeuner au jambon, Versailles, musée Lambinet.
- Portrait dit du sculpteur Brodon, musée des beaux-arts de Caen (ancienne attribution).
- Louis Phélypeaux, comte de Pontchartrain, chancelier de France (1643-1727), Versailles, musée national du château et de Trianon.
- Michel Corneille l’ainé (1642-1708), Versailles, musée national du château et de Trianon.
- Moïse sauvé des eaux, musée des beaux-arts de Caen.
- Pierre Mosnier ou Monnier (1641-1703), Versailles, musée national du château et de Trianon.
- Portrait d’homme âgé, musée du Louvre, Paris.
- Portrait de Jacques Crevel, recteur de l’université de Caen, bibliothèque municipale de Caen.
- Portrait d’une famille dans un paysage, musée des beaux-arts de Nantes.
- Portrait de Charles de la Boische, marquis de Beauharnais, gouverneur du Canada ou Portrait d’homme décoré du cordon rouge (ancien titre), musée de Grenoble.
- Portrait de famille dans un salon, musée des beaux-arts de Nantes.
- Portrait de femme, la main gauche sur la poitrine, musée des beaux-arts de Rouen.
- Portrait de l’orfèvre Nicolas de Launay et de sa famille, musée des beaux-arts de Caen.
- Portrait de la famille Maupertuis, musée des beaux-arts de Nantes.
- Portrait de Louis-Henri de Bourbon, prince de Condé (1621-1686), dit autrefois Le maréchal de Berwick, musée des beaux-arts de Rennes.
- Portrait du comte de Pontchartrain, musée des beaux-arts de Rennes.
- Portrait de Voltaire, musée des beaux-arts de Rouen.
- Portrait du chancelier d’Aguesseau, musée des beaux-arts de Rouen.
- Portrait du chancelier Louis Phélypeaux, comte de Pontchartrain, musée des beaux-arts de Dijon.
- Portrait du graveur Audran, musée des beaux-arts de Caen (ancienne attribution).
- Portrait en buste du chancelier d’Aguesseau, musée des beaux-arts de Rouen.
- Portrait présumé de Maria Sybilla Merian, musée des beaux-arts de Caen.
- Portrait de Jean-François Crestey, échevin de Caen, 1733, musée des beaux-arts de Caen[7].
- Portrait supposé de monsieur de Saint-Cannat et de ses enfants, musée des beaux-arts de Marseille.
- Sanglier faisant tête aux chiens, musée national du château de Fontainebleau.

## Galerie

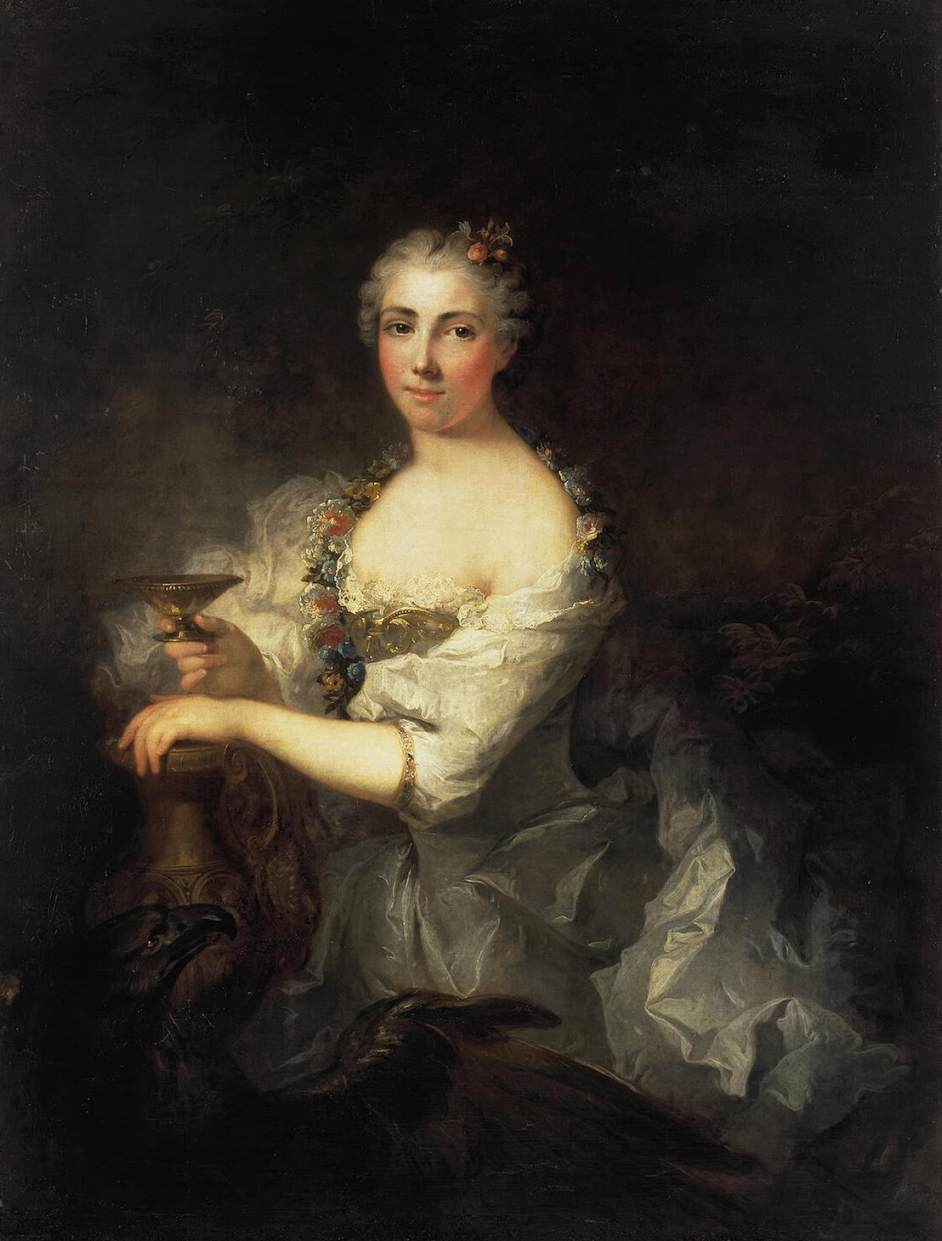
Portrait d'une femme en Hébé, musée de l'Ermitage.
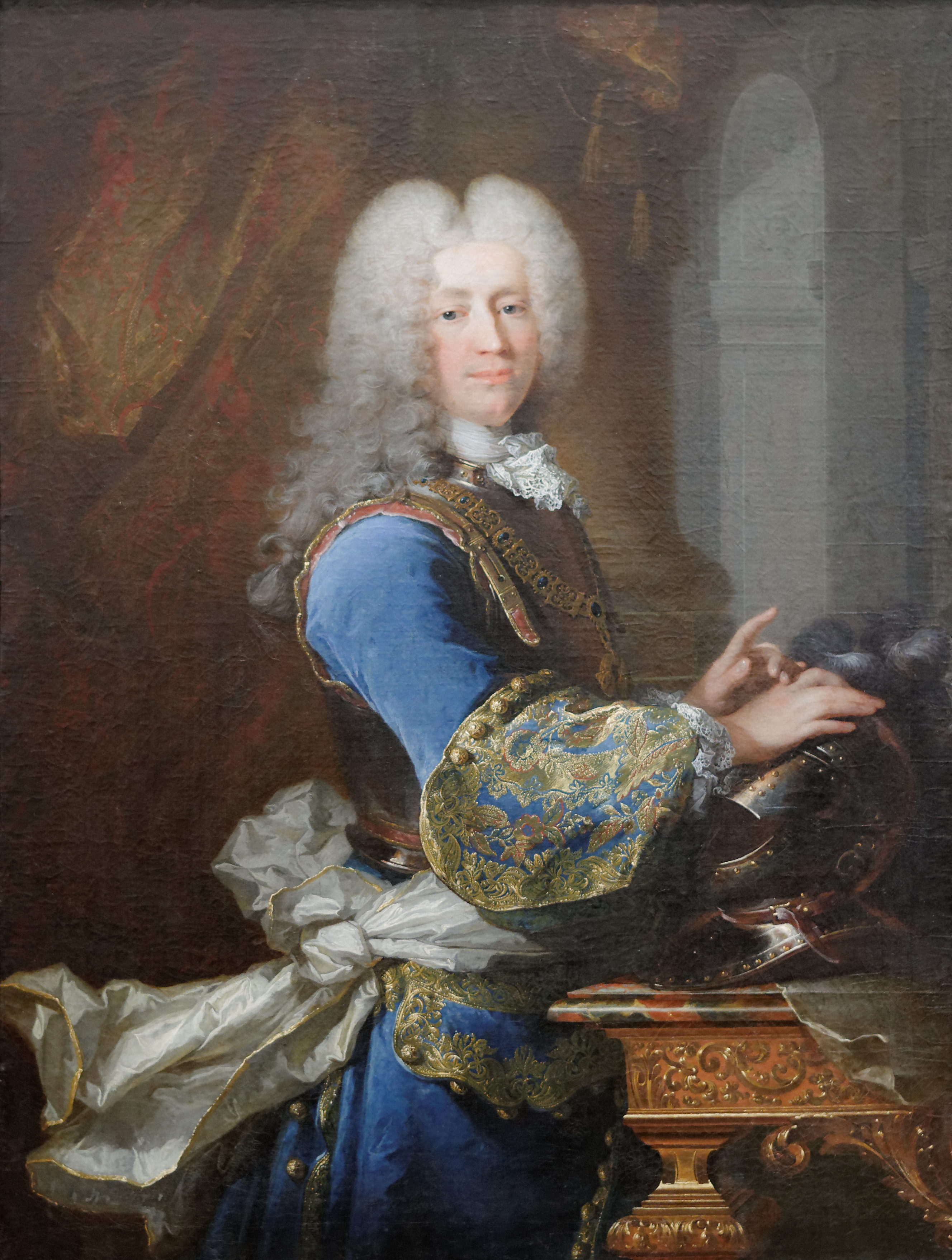
Ferdinand von Plettenberg, musée des beaux-arts de Budapest.
Pomona, Nationalmuseum.
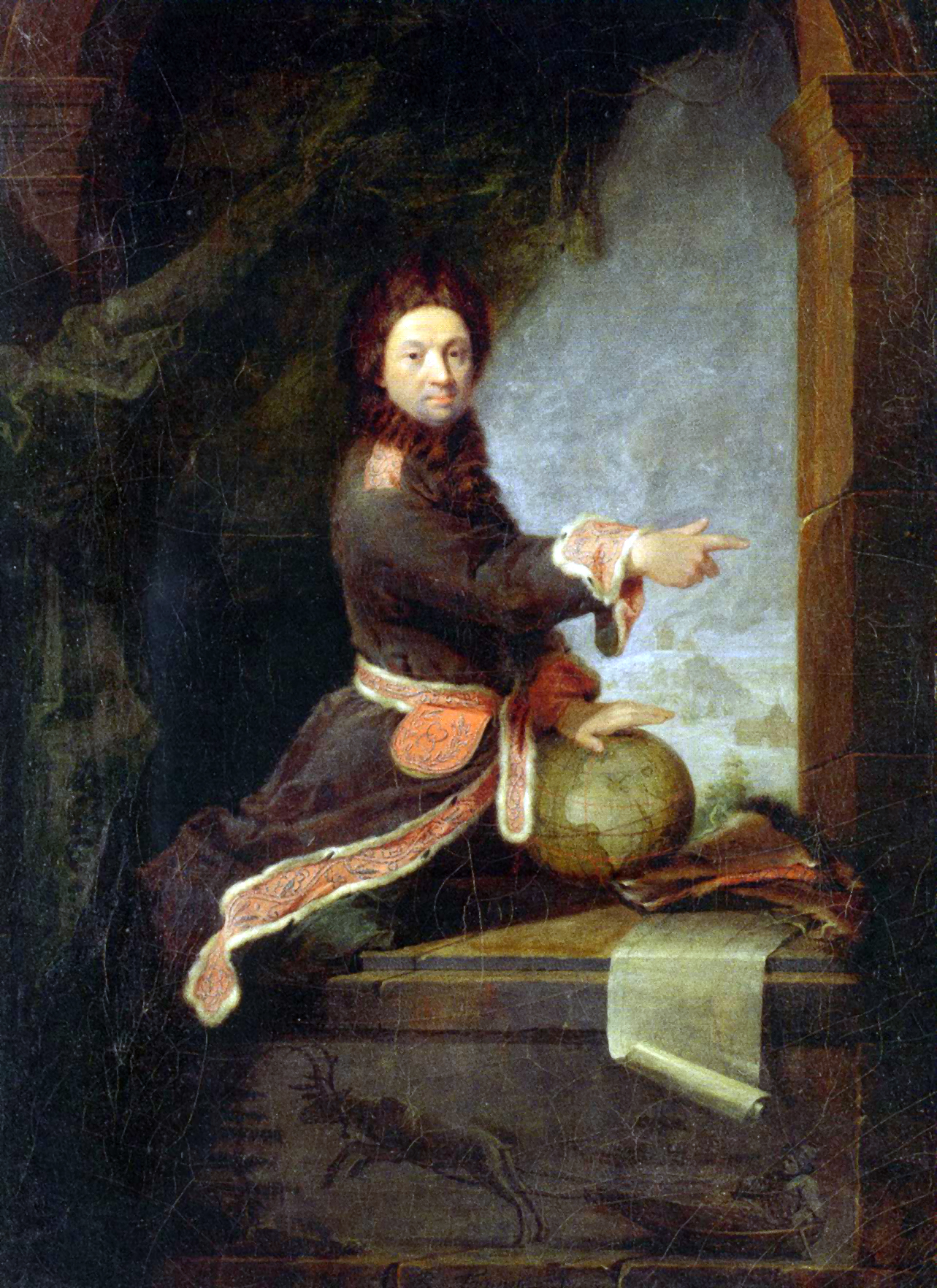
Maupertuis, 1740, SPSG.

## Hommages
En 1914, une nouvelle voie à Caen reliant la rue de Bayeux à la rue d'Authie a été appelée « rue Robert Tournières ».

## Sources
- Louis Dimier (dir.) et Marie-Louise Bataille, « Tournières, 1668 à 1752 », Les Peintres français du XVIIIe siècle, Paris ; Bruxelles, G. van Œst,‎ 1928, p. 227-243 (OCLC 27325056, lire en ligne, consulté le 24 juin 2017).
- Olivier Merson, La Peinture française au XVIIe et au XVIIIe siècle, Paris, Alcide Picard et Kaan, 1904, 350 (OCLC 427275770, lire en ligne), p. 218-20.
- Raphael Pinset, Jules d’Auriac et Société d’encouragement pour la propagation des livres d'art, Histoire du portrait en France, Paris, A. Quantin, 1884, 274 p. (lire en ligne), p. 149.
- Eddie Tassel et Patrick Ramade, Robert Le Vrac Tournières : les facettes d'un portraitiste, Caen, Musée des Beaux-Arts de Caen, et Gand, Snoeck, 2014, 96 p., 28 cm (ISBN 978-94-6161-184-0, lire en ligne)Catalogue de l’exposition.